# Gran Premio de Austria de Motociclismo de 2018
El Gran Premio de Austria de Motociclismo de 2018 (oficialmente Eyetime Motorrad Grand Prix Von Österreich) fue la undécima prueba del Campeonato del Mundo de Motociclismo de 2018. Tuvo lugar en el fin de semana del 10 al 12 de agosto de 2018 en el Red Bull Ring, situado en la ciudad de Spielberg, Estiria (Austria).
La carrera de MotoGP fue ganada por Jorge Lorenzo, seguido de Marc Márquez y Andrea Dovizioso. Francesco Bagnaia fue el ganador de la prueba de Moto2, por delante de Miguel Oliveira y Luca Marini. La carrera de Moto3 fue ganada por Marco Bezzecchi, Enea Bastianini fue segundo y Jorge Martín tercero.

## Resultados

### Resultados MotoGP
| Pos.    | N.º | Piloto            | Constructor | Vueltas | Tiempo    | Parrilla | Puntos |
| ------- | --- | ----------------- | ----------- | ------- | --------- | -------- | ------ |
| 1       | 99  | Jorge Lorenzo     | Ducati      | 28      | 39:40.688 | 3        | 25     |
| 2       | 93  | Marc Márquez      | Honda       | 28      | +0.130    | 1        | 20     |
| 3       | 4   | Andrea Dovizioso  | Ducati      | 28      | +1.656    | 2        | 16     |
| 4       | 35  | Cal Crutchlow     | Honda       | 28      | +9.434    | 5        | 13     |
| 5       | 9   | Danilo Petrucci   | Ducati      | 28      | +13.169   | 4        | 11     |
| 6       | 46  | Valentino Rossi   | Yamaha      | 28      | +14.026   | 14       | 10     |
| 7       | 26  | Dani Pedrosa      | Honda       | 28      | +14.156   | 9        | 9      |
| 8       | 42  | Álex Rins         | Suzuki      | 28      | +16.644   | 10       | 8      |
| 9       | 5   | Johann Zarco      | Yamaha      | 28      | +20.760   | 6        | 7      |
| 10      | 19  | Álvaro Bautista   | Ducati      | 28      | +20.844   | 12       | 6      |
| 11      | 53  | Esteve Rabat      | Ducati      | 28      | +21.114   | 7        | 5      |
| 12      | 25  | Maverick Viñales  | Yamaha      | 28      | +22.939   | 11       | 4      |
| 13      | 29  | Andrea Iannone    | Suzuki      | 28      | +26.523   | 8        | 3      |
| 14      | 38  | Bradley Smith     | KTM         | 28      | +29.168   | 13       | 2      |
| 15      | 30  | Takaaki Nakagami  | Honda       | 28      | +30.072   | 21       | 1      |
| 16      | 55  | Hafizh Syahrin    | Yamaha      | 28      | +30.343   | 17       |        |
| 17      | 41  | Aleix Espargaró   | Aprilia     | 28      | +31.775   | 15       |        |
| 18      | 43  | Jack Miller       | Ducati      | 28      | +34.375   | 16       |        |
| 19      | 21  | Franco Morbidelli | Honda       | 28      | +40.171   | 19       |        |
| 20      | 45  | Scott Redding     | Aprilia     | 28      | +53.020   | 20       |        |
| 21      | 17  | Karel Abraham     | Ducati      | 28      | +53.261   | 23       |        |
| 22      | 12  | Thomas Lüthi      | Honda       | 28      | +54.355   | 22       |        |
| Ret     | 10  | Xavier Siméon     | Ducati      | 10      | Caída     | 18       |        |
| 1.      |     |                   |             |         |           |          |        |
| Fuente: |     |                   |             |         |           |          |        |

### Resultados Moto2
| Pos.    | N.º | Piloto              | Constructor | Vueltas | Tiempo    | Parrilla | Puntos |
| ------- | --- | ------------------- | ----------- | ------- | --------- | -------- | ------ |
| 1       | 42  | Francesco Bagnaia   | Kalex       | 25      | 37:45.914 | 1        | 25     |
| 2       | 44  | Miguel Oliveira     | KTM         | 25      | +0.264    | 2        | 20     |
| 3       | 10  | Luca Marini         | Kalex       | 25      | +5.953    | 10       | 16     |
| 4       | 54  | Mattia Pasini       | Kalex       | 25      | +6.114    | 6        | 13     |
| 5       | 9   | Jorge Navarro       | Kalex       | 25      | +8.554    | 4        | 11     |
| 6       | 41  | Brad Binder         | KTM         | 25      | +8.944    | 8        | 10     |
| 7       | 23  | Marcel Schrötter    | Kalex       | 25      | +9.126    | 7        | 9      |
| 8       | 36  | Joan Mir            | Kalex       | 25      | +12.404   | 20       | 8      |
| 9       | 20  | Fabio Quartararo    | Speed Up    | 25      | +16.250   | 3        | 7      |
| 10      | 27  | Iker Lecuona        | KTM         | 25      | +16.718   | 12       | 6      |
| 11      | 13  | Romano Fenati       | Kalex       | 25      | +16.829   | 15       | 5      |
| 12      | 52  | Danny Kent          | Speed Up    | 25      | +17.716   | 17       | 4      |
| 13      | 5   | Andrea Locatelli    | Kalex       | 25      | +23.200   | 14       | 3      |
| 14      | 62  | Stefano Manzi       | Suter       | 25      | +27.944   | 23       | 2      |
| 15      | 45  | Tetsuta Nagashima   | Kalex       | 25      | +27.994   | 22       | 1      |
| 16      | 89  | Khairul Idham Pawi  | Kalex       | 25      | +28.493   | 21       |        |
| 17      | 77  | Dominique Aegerter  | KTM         | 25      | +29.043   | 19       |        |
| 18      | 4   | Steven Odendaal     | NTS         | 25      | +38.176   | 25       |        |
| 19      | 16  | Joe Roberts         | NTS         | 25      | +40.544   | 24       |        |
| 20      | 95  | Jules Danilo        | Kalex       | 25      | +41.655   | 26       |        |
| 21      | 66  | Niki Tuuli          | Kalex       | 25      | +41.727   | 28       |        |
| 22      | 64  | Bo Bendsneyder      | Tech 3      | 25      | +42.766   | 27       |        |
| 23      | 32  | Isaac Viñales       | Suter       | 25      | +43.811   | 29       |        |
| 24      | 55  | Alejandro Medina    | Kalex       | 25      | +45.372   | 30       |        |
| 25      | 18  | Xavier Cardelús     | Kalex       | 25      | +51.185   | 31       |        |
| 26      | 7   | Lorenzo Baldassarri | Kalex       | 25      | +1:13.901 | 9        |        |
| Ret     | 73  | Álex Márquez        | Kalex       | 24      | Caída     | 5        |        |
| Ret     | 22  | Sam Lowes           | KTM         | 17      | Caída     | 16       |        |
| Ret     | 21  | Federico Fuligni    | Kalex       | 17      | Retirado  | 32       |        |
| Ret     | 24  | Simone Corsi        | Kalex       | 3       | Caída     | 18       |        |
| Ret     | 87  | Remy Gardner        | Tech 3      | 3       | Caída     | 11       |        |
| Ret     | 40  | Augusto Fernández   | Kalex       | 3       | Caída     | 13       |        |
| DNS     | 97  | Xavi Vierge         | Kalex       |         | No corrió |          |        |
| 1.      |     |                     |             |         |           |          |        |
| Fuente: |     |                     |             |         |           |          |        |

### Resultados Moto3
| Pos.    | N.º | Piloto                 | Constructor | Vueltas | Tiempo    | Parrilla | Puntos |
| ------- | --- | ---------------------- | ----------- | ------- | --------- | -------- | ------ |
| 1       | 12  | Marco Bezzecchi        | KTM         | 23      | 37:13.198 | 1        | 25     |
| 2       | 33  | Enea Bastianini        | Honda       | 23      | +0.473    | 9        | 20     |
| 3       | 88  | Jorge Martín           | Honda       | 23      | +0.544    | 2        | 16     |
| 4       | 75  | Albert Arenas          | KTM         | 23      | +1.373    | 3        | 13     |
| 5       | 48  | Lorenzo Dalla Porta    | Honda       | 23      | +1.421    | 11       | 11     |
| 6       | 5   | Jaume Masiá            | KTM         | 23      | +1.519    | 12       | 10     |
| 7       | 71  | Ayumu Sasaki           | Honda       | 23      | +8.585    | 18       | 9      |
| 8       | 19  | Gabriel Rodrigo        | KTM         | 23      | +8.658    | 6        | 8      |
| 9       | 14  | Tony Arbolino          | Honda       | 23      | +8.691    | 5        | 7      |
| 10      | 44  | Arón Canet             | Honda       | 23      | +8.809    | 4        | 6      |
| 11      | 21  | Fabio Di Giannantonio  | Honda       | 23      | +8.824    | 16       | 5      |
| 12      | 17  | John McPhee            | KTM         | 23      | +8.944    | 30       | 4      |
| 13      | 84  | Jakub Kornfeil         | KTM         | 23      | +9.671    | 13       | 3      |
| 14      | 65  | Philipp Öttl           | KTM         | 23      | +14.685   | 8        | 2      |
| 15      | 42  | Marcos Ramírez         | KTM         | 23      | +14.697   | 7        | 1      |
| 16      | 27  | Kaito Toba             | Honda       | 23      | +19.377   | 28       |        |
| 17      | 7   | Adam Norrodin          | Honda       | 23      | +19.419   | 10       |        |
| 18      | 24  | Tatsuki Suzuki         | Honda       | 23      | +19.504   | 17       |        |
| 19      | 40  | Darryn Binder          | KTM         | 23      | +19.550   | 27       |        |
| 20      | 32  | Ai Ogura               | Honda       | 23      | +19.602   | 26       |        |
| 21      | 22  | Kazuki Masaki          | KTM         | 23      | +19.706   | 25       |        |
| 22      | 23  | Niccolò Antonelli      | Honda       | 23      | +19.981   | 14       |        |
| 23      | 8   | Nicolò Bulega          | KTM         | 23      | +23.419   | 22       |        |
| 24      | 72  | Alonso López           | Honda       | 23      | +24.056   | 20       |        |
| 25      | 77  | Vicente Pérez          | KTM         | 23      | +27.634   | 29       |        |
| 26      | 10  | Dennis Foggia          | KTM         | 23      | +27.747   | 15       |        |
| 27      | 81  | Stefano Nepa           | KTM         | 23      | +35.938   | 21       |        |
| 28      | 41  | Nakarin Atiratphuvapat | Honda       | 23      | +46.868   | 24       |        |
| 29      | 73  | Maximilian Kofler      | KTM         | 23      | +47.289   | 23       |        |
| Ret     | 16  | Andrea Migno           | KTM         | 11      | Caída     | 19       |        |
| Fuente: |     |                        |             |         |           |          |        |